# 沖永良部与論広域事務組合
沖永良部与論広域事務組合（おきのえらぶよろんこういきじむくみあい）は、鹿児島県大島郡知名町、和泊町、与論町の3町で構成する一部事務組合。

## 事務内容
- 消防救急に関する事務[1]
- 介護保険に関する事務[1]
- 障害者福祉に関する事務[1]

## 沿革
- 1983年（昭和58年）
  - 4月1日 - 沖永良部与論地区消防組合が発足する[2][3]。
  - 10月1日 - 消防業務を開始する[3]。
- 1999年（平成11年）6月1日 - 沖永良部与論広域事務組合に改称する[3]。
- 2015年（平成27年）3月1日 - 消防救急デジタル無線及び通信指令設備が完成し、運用を開始する[3]。
- 2019年（平成31年）3月18日 - 知名町議会が臨時議会を開き、沖永良部与論広域事務組合からの脱退案を賛成多数で可決する[4]。

## 沖永良部与論広域事務組合消防本部
沖永良部与論広域事務組合消防本部（おきのえらぶよろんこういきじむくみあいしょうぼうほんぶ）は、鹿児島県大島郡知名町、和泊町、与論町を管轄する消防部局（消防本部）。

### 所在地
消防署
| 消防署         | 郵便番号   | 所在地                           | 分遣所     |
| -------------- | ---------- | -------------------------------- | ---------- |
| 沖永良部消防署 | 〒891-9201 | 鹿児島県大島郡知名町余多1319番地 | 与論分遣所 |

分遣所
| 分遣所     | 郵便番号   | 所在地                           |
| ---------- | ---------- | -------------------------------- |
| 与論分遣所 | 〒891-9301 | 鹿児島県大島郡与論町茶花1190番地 |

### 管内の現況
- 管内人口 : 16,980人
  - 知名町 : 5,721人
  - 和泊町 : 6,246人
  - 与論町 : 5,013人

2020年（令和2年）7月1日現在
- 管内世帯数 : 7,731世帯
  - 知名町 : 2,569世帯
  - 和泊町 : 2,899世帯
  - 与論町 : 2,263世帯

2020年（令和2年）7月1日現在
- 管内面積 : 114.27km2
  - 知名町 : 53.30km2
  - 和泊町 : 40.39km2
  - 与論町 : 20.58km2

2020年（令和2年）1月1日現在

### 組織
- 消防長
  - 総務課 - 庶務係、会計係、警防係、予防係
  - 沖永良部消防署 - 甲の部、乙の部
    - 与論分遣所 - 甲の部、乙の部

2019年（平成31年）4月1日現在

### 配置車両
| 配置車両     | 配置台数 |
| ------------ | -------- |
| 指令車       | 2        |
| 連絡車       | 1        |
| 救助工作車   | 1        |
| 消防車       | 1        |
| 救助タンク車 | 1        |
| 救急車       | 4        |

2019年（平成31年）4月1日現在